# Craig Sheffer
Craig Sheffer (* 23. April 1960 in York, Pennsylvania) ist ein US-amerikanischer Schauspieler.

## Leben
Der Sohn eines Gefängniswärters übernahm 1982 eine seiner ersten Rollen in der Seifenoper Liebe, Lüge, Leidenschaft. Anschließend war Sheffer in einigen Teenagerfilmen zu sehen, etwa in der John-Hughes-Produktion Ist sie nicht wunderbar? (1987) als verwöhnter reicher Jugendlicher. In den frühen 1990er-Jahren erreichte er den Höhepunkt seiner Schauspielkarriere mit Hauptrollen in Kinofilmen, beispielsweise dem Horrorstreifen Cabal – Die Brut der Nacht (1990) von Clive Barker. Seine wahrscheinlich bekanntesten Rollen spielte er als älterer Bruder von Brad Pitt in der Literaturverfilmung Aus der Mitte entspringt ein Fluß (1992) von Robert Redford und als Nachbar von Cameron Diaz in der Filmkomödie Kopf über Wasser (1996).
Nach der Jahrtausendwende ließen die Kinoangebote für Sheffer deutlich nach. Von 2003 bis 2007 war er in der Rolle des Keith Scott in der Fernsehserie One Tree Hill zu sehen, 2012 hatte er dann nochmal einen Gastauftritt in der Serie. Heute ist er vor allem in B-Movies sowie als Gastdarsteller in Fernsehserien zu sehen. In der Serie American Horror Story war er 2021 in drei Folgen als Richard Nixon zu sehen. Daneben ist Sheffer auch als Regisseur tätig und inszenierte bisher zwei Filme: Prodigal Son 2004 und American Crude im Jahr 2007. Außerdem besitzt er eine Produktionsfirma namens Desert Winds Films, die unter anderem den Sciencefiction-Action-Film Demolition Man mit Sylvester Stallone produzierte.
Aus seiner Beziehung mit der Schauspielerin Gabrielle Anwar hat er eine 1993 geborene Tochter.

## Filmografie (Auswahl)
- 1984: Rock Aliens (Voyage of the Rock Aliens)
- 1985: Jungs außer Kontrolle (That Was Then … This Is Now)
- 1986: Fire with Fire
- 1986–1988: Teenwolf & Co. (Teen Wolf, Fernsehserie)
- 1987: Ist sie nicht wunderbar? (Some Kind of Wonderful)
- 1990: Cabal – Die Brut der Nacht (Nightbreed)
- 1990: Eye Of The Storm
- 1992: Aus der Mitte entspringt ein Fluss (A River Runs Through It)
- 1993: Mord in der grünen Hölle (Fire on the Amazon)
- 1993: Feuer am Himmel (Fire in the Sky)
- 1993: The Challenge – Die Herausforderung (The Program)
- 1993: Eine schrecklich nette Familie (Married … with Children, Fernsehserie)
- 1994: Roadflower (The Road Killers)
- 1995: Die Gruft in den Sümpfen (The Grave)
- 1995: Blutiger Befehl (In Pursuit of Honor)
- 1996: Kopf über Wasser (Head Above Water)
- 1997: Shadow of Doubt – Schatten eines Zweifels (Shadow of Doubt)
- 1997: Bliss – Im Augenblick der Lust (Bliss)
- 1998: Die Falle – Tödliches Spiel zwischen den Fronten (The Fall)
- 2000: Hellraiser V – Inferno (Hellraiser: Inferno)
- 2000: Deep Core – Die Erde brennt (Deep Core)
- 2000: Turbulence 2 (Fear of Flying)
- 2000: Die Macht des Geldes (Net Worth)
- 2001: Family Law (Fernsehserie, 1 Folge)
- 2001: Turbulence 3 (Turbulence 3: Heavy Metal)
- 2001: Das Ritual – Im Bann des Bösen (Ritual)
- 2001: Auf Todeskurs: Flugzeug außer Kontrolle (Cabin Pressure, Fernsehfilm)
- 2002: Fastlane (Fernsehserie, Episode 1x01)
- 2003: Wes Craven präsentiert Dracula II – The Ascension ((Wes Craven presents) Dracula II: Ascension)
- 2003–2007, 2012: One Tree Hill (Fernsehserie, 64 Folgen)
- 2005: Into the West – In den Westen (Into the West, Fernsehserie, 1 Folge)
- 2008: While She Was Out
- 2010: Psych (Fernsehserie, 1 Folge)
- 2010: Criminal Minds (Fernsehserie, 1 Folge)
- 2012: The Mark
- 2012: The Mentalist (Fernsehserie, 1 Folge)
- 2012: CSI: Vegas (Fernsehserie, 2 Folgen)
- 2013: Battledogs (Fernsehfilm)
- 2013: Major Crimes (Fernsehserie, 1 Folge)
- 2016: Code of Honor
- 2017: Destruction: Los Angeles
- 2019: Widow’s Point
- 2021: Palmer
- 2021: American Horror Story (Fernsehserie, 3 Folgen)